# Георг Албрехт фон Лимбург-Щирум
Георг Албрехт фон Лимбург-Щирум (на немски: Georg Albrecht von Limburg-Styrum; * 12 април 1661 в замък Боркуло; † 1 юли 1690 при Фльорюс, Белгия) е благородник от фамилията на графовете на Лимбург-Щирум и граф на Лимбург и на Бронкхорст, господар на Бронкхорст и Боркуло (1679 – 1690) и полковник.

## Биография
Той е най-малкият син на граф Ото фон Лимбург-Щирум (1620 – 1679) и съпругата му графиня и бургграфиня Елизабет Шарлота фон Дона-Карвинден (1625 – 1691), дъщеря на граф и бургграф Христоф II фон Дона (1583 – 1637) и графиня Урсула фон Золмс-Браунфелс (1594 – 1657).
Георг Албрехт е убит на 1 юли 1690 г. на 29 години в битката при Фльорюс.

## Фамилия
Георг Албрехт се жени на 2 февруари 1684 г. в Шевенинген, Хага за фрайин Елизабет Филипина фон Боетцелаер (* 15 юли 1663; † 19 октомври 1692), дъщеря на Карел ван ден Боетцелаер, господар на Нийовфеен (1635 – 1708) и Анна Катарина Муш. Те имат три деца:
- Вилхелм Карл (* юни 1686; † пр. 1690)
- Мария (* 14 октомври 1689; † 15 декември 1759), наследничка на Бронкхорст, омъжена на 21 август 1714 г. във Вианен за ландграф полковник Филип фон Хесен-Филипстал Млади (* 31 юли 1686; † 13 май 1717), син на ландграф Филип фон Хесен-Филипстал († 1721) и Катарина Амалия фон Золмс-Лаубах († 1736).
- Журиен Алберт (* пр. 9 септември 1690; † пр. 1700)